# Pieter Winsemius

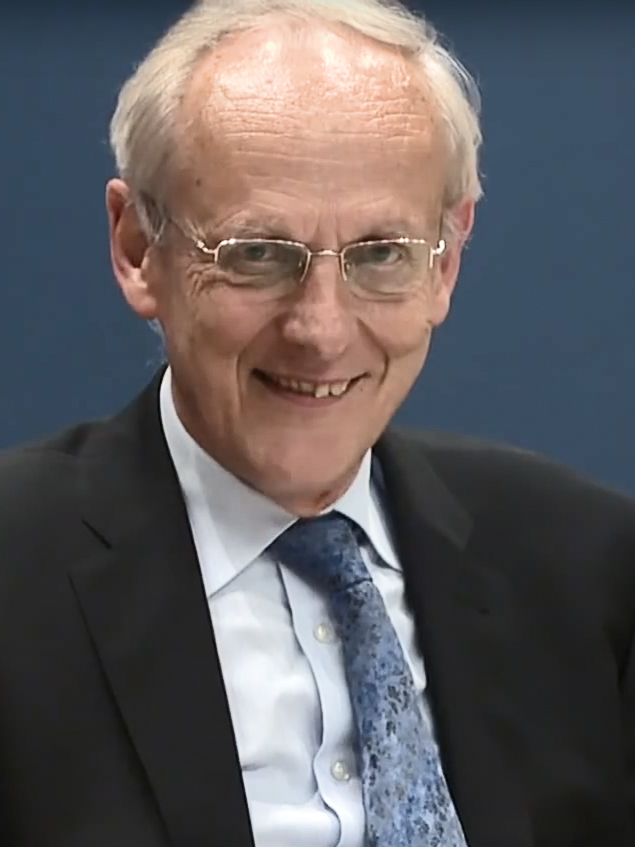
Pieter Winsemius (2014).

Pieter Winsemius (* 7. März 1942 in Voorburg, Provinz Zuid-Holland) ist ein ehemaliger niederländischer Politiker der Volkspartei für Freiheit und Demokratie VVD (Volkspartij voor Vrijheid en Democratie), Physiker und Hochschullehrer, der unter anderem zwischen 1982 und 1986 Minister für Wohnungswesen, Raumordnung und Umweltschutz (Minister van Volkshuisvesting, Ruimtelijke Ordening en Milieubeheer) war. Als relativ junger Minister verschaffte er sich im ersten Kabinett Lubbers breites Ansehen, indem er wichtige Umweltgesetze erließ, darunter eine Verordnung zur Umweltverträglichkeitsprüfung sowie eine rechtliche Grundlage für die planerische Schlüsselentscheidungen. Als sich 1986 herausstellte, dass Rudolf de Korte statt er zum Wirtschaftsminister in das zweite Kabinett Lubbers berufen wurde, kehrte er zur Unternehmensberatung McKinsey & Company zurück. Er war ferner von 1988 bis 1998 Vorsitzender der Naturschutzorganisation Vereniging Natuurmonumenten. Das Amt als Minister für Wohnungswesen, Raumordnung und Umweltschutz bekleidete er zwischen 2006 und 2007 auch im dritten Kabinett Balkenende.

## Leben

### Physikstudium und erste Amtszeit als Minister für Wohnungswesen, Raumordnung und Umweltschutz

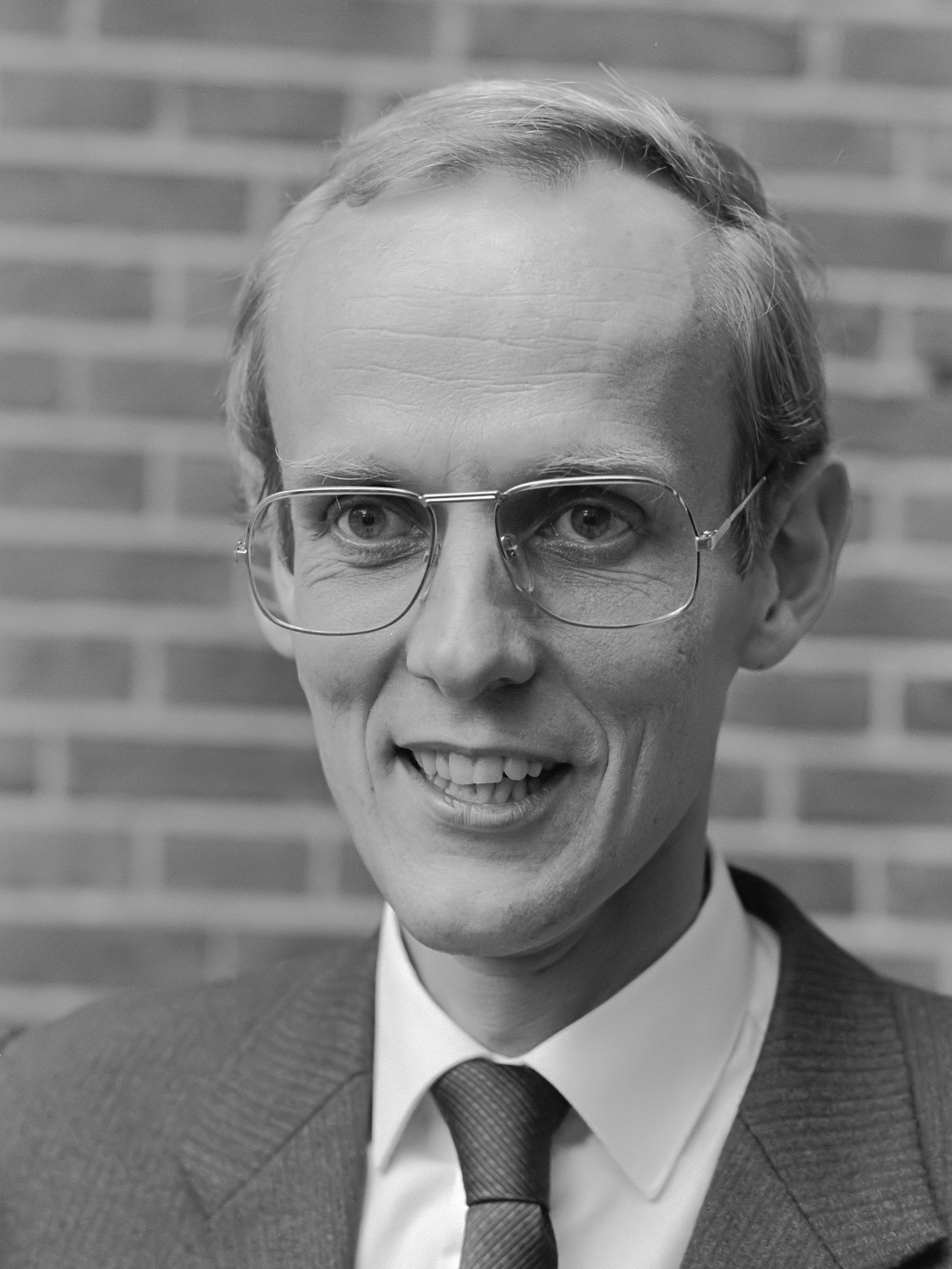
Pieter Winsemius (1982).

Pieter Winsemius, Sohn des Wirtschaftswissenschaftlers Albert Winsemius, absolvierte nach dem Schulbesuch ein Physikstudium und war danach für die Unternehmensberatung McKinsey & Company tätig. Am 4. November 1982 übernahm er im ersten Kabinett Lubbers den Posten als Minister für Wohnungswesen, Raumordnung und Umweltschutz (Minister van Volkshuisvesting, Ruimtelijke Ordening en Milieubeheer) und hatte dieses Ministeramt bis zum 14. Juli 1986 inne. 1986 verteidigte er gemeinsam mit dem Minister für Landwirtschaft und Fischerei Gerrit Braks das von ihnen 1984 in der Zweiten Kammer der Generalstaaten (Tweede Kamer der Staten-Generaal), des Unterhauses des Parlaments (Staten-Generaal), eingebrachte Düngemittelgesetz (Meststoffenwet). Das Gesetz wurde im Amtsblatt (Staatsblad) von Braks und seinem Nachfolger als Minister für Wohnungswesen, Raumordnung und Umweltschutz Ed Nijpels veröffentlicht.
Als sich 1986 herausstellte, dass Rudolf de Korte statt er zum Wirtschaftsminister in das zweite Kabinett Lubbers berufen wurde, kehrte Pieter Winsemius als Direktor zur Unternehmensberatung McKinsey & Company in Amsterdam zurück. Es war bekannt, dass Ministerpräsident Ruud Lubbers ihn als Wirtschaftsminister und stellvertretenden Ministerpräsidenten statt Rudolf de Korte haben wollte. Er selbst kam für einen weiteren Posten wie den des Verteidigungsministers nicht in Frage und lehnte auch die erneute Übernahme des Amtes als Minister für Wohnungswesen, Raumordnung und Umweltschutz ab. Für seine Verdienste erhielt er am 26. August 1986 das Ritterkreuz des Ordens vom Niederländischen Löwen.
Als Nachfolger von Theo Quené wurde er 1988 Vorsitzender der Naturschutzorganisation Vereniging Natuurmonumenten und behielt diese bis 1998, woraufhin Herman Wijffels. Am 22. Januar 1992 verlieh ihm die Technische Universität Delft einen Ehrendoktor der Technischen Wissenschaften. Im August 1994 lehnte er die Berufung als Minister für Landwirtschaft, Naturschutz und Fischerei in das erste Kabinett Kok ab. Er übernahm im Oktober 1999 eine außerordentliche Professur für Nachhaltiges Entwicklungsmanagement an der Katholische Universität Brabant, aus der am 1. September 2002 die Universität Tilburg hervorging, und lehrte dort bis zum 1. September 2012. Am 1. Januar 2003 wurde er außerdem Mitglied des Wissenschaftlichen Rates für Regierungspolitik WRR (Wetenschappelijke Raad voor het Regeringsbeleid), eine 1972 gegründete unabhängige Denkfabrik der Regierung mit Sitz in Den Haag. 

### Zweite Amtszeit als Minister für Wohnungswesen, Raumordnung und Umweltschutz
Am 26. September 2006 übernahm Winsemius als Nachfolger von Sybilla Dekker wieder das als Minister für Wohnungswesen, Raumordnung und Umweltschutz bekleidete er zwischen 2006 und 2007 auch im dritten Kabinett Balkenende und hatte dieses bis zum 22. Februar 2007 inne.
Während dieser Zeit ließ er seine Tätigkeiten als außerordentlicher Professor an der Universität Tilburg sowie als ruhen und nahm diese danach wieder auf. 2006 reichte er den Gesetzentwurf der Allgemeinen Bestimmungen zum Umweltrecht (Wet algemene bepalingen omgevingsrecht) ein. Dieser Vorschlag wurde 2008 von seiner Nachfolgerin Jacqueline Cramer im Staatsblad veröffentlicht. 2006 wurde ferner ein neues Raumordnungsgesetz (Wet ruimtelijke ordening) im Amtsblatt veröffentlicht. Dieses Gesetz ersetzte das Raumordnungsgesetz von 1965 und vereinfachte Verfahren für Raumpläne. Die staatlichen Planungsschlüsselentscheidungen PKB (Planologische kernbeslissing) und die regionalen Regionalpläne wurden durch Strukturvisionen ersetzt. Darin wurde die strategische Umweltpolitik festgelegt. Die rechtsverbindliche, normative Politik wurde in Bebauungsplänen und in allgemein verbindlichen Verordnungen der Provinzen und des Reiches festgelegt. Die Dauer des Bebauungsplanverfahrens wurde von 58 auf 22 bis 24 Wochen verkürzt und die Durchsetzung der Raumordnungspolitik verbessert. Der Gesetzentwurf wurde 2003 von Minister Henk Kamp vorgelegt und 2006 von Ministerin Sybilla Dekker in der Zweiten Kammer verteidigt. Darüber hinaus wurde 2006 das Gesetz zur Einrichtung eines Wattenfonds (Wet instelling van een Waddenfonds) erlassen. Mit diesem Gesetz wurde ein Haushaltsfonds, der Wattenfonds, eingerichtet, um zusätzliche Investitionen im Wattenmeergebiet zu finanzieren, die auf den nachhaltigen Schutz und die Entwicklung des Wattenmeeres und die Erhaltung der einzigartigen offenen Landschaft abzielen. Die beabsichtigten Ziele des Fonds waren: Verbesserung der Natur, Verringerung extremer Bedrohungen, nachhaltige wirtschaftliche Entwicklung und Verbesserung des Wissensmanagements. Das Gesetz regelte auch die Laufzeit sowie die Einnahmen- und Ausgabenseite des Fonds. Der Gesetzentwurf wurde von Ministerin Sybilla Dekker vorgelegt. 
Pieter Winsemius engagierte sich ferner als Vorsitzender des Aufsichtsrats von Platform31 sowie als Vorstandsmitglied des Friesischen Geschichts- und Literaturzentrums Tresoar (Frysk Histoarysk en Letterkundich Sintrum) in Leeuwarden. Für seine Verdienste wurde er am 21. November 2012 Kommandeur des Ordens von Oranien-Nassau. Seine Schwester Ankie Aeyelts Averink-Winsemius war Beigeordnete von Krimpen aan den IJssel in der Provinz Zuid-Holland.

## Veröffentlichungen
- Beestachtige vertellingen. Fabels over mens en natuur, Contact, 1995, ISBN 9-02540-836-2
- Thousand Shades of Green. Sustainable Strategies for Competitive Advantage, Earthscan Publications Ltd., 2002, ISBN 978-1-85383-846-0
- Grote mensen gaan niet dood. Over het Nederland van volgende generaties, Uitgeverij Balans, 2010, ISBN 978-9-460-03243-1
- Het koningsvaandel. Reis door het verleden van Friesland, Uitgeverij Balans, 2014, ISBN 978-9-46003-748-1
- Niet zonder tranen. Het strijdbare leven van Arnoldus Winsemius, Prometheus, 2016